# Trayvon Martin
Trayvon Benjamin Martin (5 de febrero de 1995 – 26 de febrero de 2012) fue un joven afroestadounidense de 17 años de Miami Gardens, Florida, quien falleció a consecuencia de un altercado con George Zimmerman, un estadounidense de ascendencia peruana,  en Sanford, Florida.  Martin se encontraba con su padre en una visita a la prometida de este en la comunidad The Retreat at Twin Lakes en Sanford. En la noche del 26 de febrero, Martin se encontraba regresando a la casa de la prometida de su padre desde una tienda de conveniencia. Zimmerman, un miembro de la vigilancia comunitaria, vio a Martin y lo reportó a la Policía de Sanford como sospechoso. Minutos más tarde, hubo un altercado en el que Zimmerman disparó fatalmente a Martin en el pecho.
Zimmerman resultó herido durante el encuentro y afirmó que actuó en defensa propia; no fue acusado en ese momento. La policía dijo no había ninguna evidencia que refute la afirmación de Zimmerman y que la Ley Stand your ground (manténgase firme) les prohibía arrestarlo o acusarlo. Después de que los medios de comunicación nacionales se centraron en el incidente, Zimmerman fue finalmente acusado y juzgado, pero el jurado lo absolvió de asesinato en segundo grado y homicidio en julio de 2013.
Martin nació en Miami, Florida, y asistió a la Escuela Secundaria Norland y a la Escuela Secundaria Highland Oaks, en el norte del Condado de Miami-Dade, Florida. Asistió a la Escuela Secundaria de Miami Carol City en Miami Gardens durante su primer y segundo año. En el momento del tiroteo, Martin era un estudiante de tercer año en la Escuela Secundaria Dr. Michael M. Krop en el norte de Miami-Dade.
Tras la muerte de Martin, se celebraron mítines, marchas y protestas en todo el país. En marzo de 2012, cientos de estudiantes de su escuela secundaria realizaron una marcha en su apoyo. Una petición en línea que pedía una investigación completa y el enjuiciamiento de Zimmerman obtuvo 2,2 millones de firmas. También en marzo, la cobertura mediática de la muerte de Martin se convirtió en la primera historia de 2012 que se presentó más que las elecciones presidenciales, que estaban en marcha en ese momento. Se produjo un debate nacional sobre el perfil racial y las leyes de "manténgase firme". El gobernador de Florida nombró un grupo de trabajo para examinar las leyes de autodefensa del estado. La vida de Martin fue escudriñada por los medios de comunicación y los bloggers. El nombre de Trayvon fue tuiteado más de dos millones de veces en los 30 días siguientes al tiroteo. Más de 1.000 personas asistieron al velorio el día antes de su funeral, que se celebró el 3 de marzo de 2012 en Miami, Florida. Fue enterrado en el Parque del Recuerdo de Dade (Norte), en Miami. Se dedicó un monumento a Martin en el Goldsboro Westside Historical Museum, un museo de historia negra en Sanford en julio de 2013.